# روغن سویا

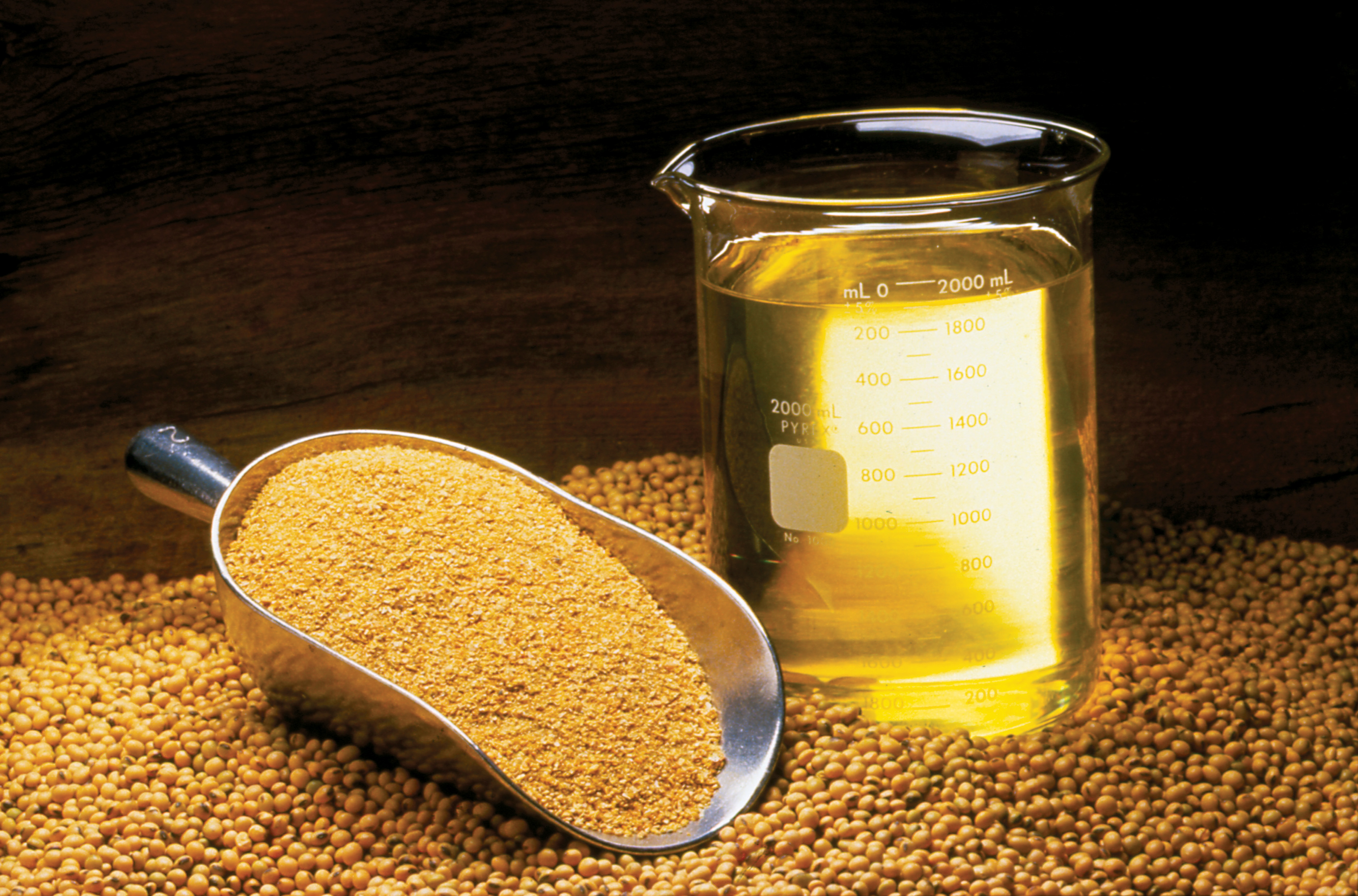
روغن سویا

روغن سویا روغن گیاهی است که از سویا گرفته می‌شود و کاربرد خوراکی دارد. رنگ آن شفاف به رنگ نارنجی و قهوه‌ای است.

## خواص
روغن سویا دارای اسیدهای چرب غیر اشباع و آنتی اکسیدان طبیعی توکوفرول است که برای سلامتی مفیدند.

## لسیتین و سویا
سویا از بهترین منابع لسیتین است. سوی بین مشتق شده از سویا که مکمل مواد غذایی است ترکیبی از ۱۹-۲۱٪ از فسفاتیدیل کولین، ۸-۲۰ درصد فسفاتیدیل اتانول آمین، ۲۰-۲۱٪ اینوزیتول فسفولیپیدها، ۳۳-۳۵ درصد روغن سویا ، ۲-۵ درصد استرول، ۵ درصد کربوهیدرات، ۱ درصد رطوبت و ۵ – ۱۱% سایر فسفاتیدها می‌باشد. لسیتین موجود در سویا بویژه برای افزایش حافظه مفید است.
اما مصرف بیش

## فواید و مضرات سویا برای بانوان
غذاهای سویا حاوی چیزی به نام ایزوفلاون‌ها هستند که نوعی فیتواستروژن‌ها هستند به این معنی که آن‌ها به روش مشابه استروژن عمل می‌کنند. این فرایند به طور طبیعی در بسیاری از گیاهان رخ می‌دهد، اما غذاهای تشکیل شده از سویا بیشترین میزان ایزوفلاون‌ها را دارند. اگرچه این ایزوفلاون‌ها ممکن است برای زنان مسن فواید زیادی داشته باشد، اما در مطالعاتی به اثرات مخرب این مواد در زنان اشاره شده است
از آنجا که این ایزوفلاوون‌ها مانند استروژن رفتار می‌کنند، ممکن است برای زنان پیراموپوزال یا در دوران یائسگی مفید باشد. این امر به این دلیل است که تخمدان‌ها با افزایش سن، استروژن کمتری تولید می‌کنند که می‌تواند در علائم ناخواسته مانند عرق شبانه، گرگرفتگی و مشکلات خواب نقش داشته باشد. در حقیقت، یک فراتحلیل سال ۲۰۱۴ که درمجله علوم پزشکی آلمان منتشر شده است، ۱۷ کارآزمایی کنترل شده تصادفی موجود را بررسی کرد و دریافت که مصرف ۵۴ میلی گرم فیتواستروژن سویا به مدت ۶ تا ۱۲ ماه هر دو فرکانس گرگرفتگی را در زنان یائسگی ۶/۲۰ درصد کاهش داده است.
اما همان فیتواستروژن‌هایی که به نظر می‌رسد برای زنان یائسه مفید هستند در قلب جنجال سویا قرار دارند. یک بررسی در سال ۲۰۱۰ که در مجله تغذیه منتشر شد، نشان داد که در زنان بالغ، مصرف مقادیر زیاد سویا می‌تواند بر عملکرد تخمدان تأثیر بگذارد. این به این دلیل است که ایزوفلاون‌ها استروژن را تقلید می‌کنند و می‌توانند سیگنالینگ استروژن را در تخمدان‌ها تحت تأثیر قرار دهند، که می‌تواند منجر به اختلال در تخمک گذاری شود. با این حال، آن‌ها همچنین خاطرنشان کردند که برای خانم‌هایی که روزانه یک یا دو وعده سویا به عنوان بخشی از رژیم غذایی متعادل مصرف می‌کنند، این نباید مشکلی باشد.
افرادی که دارای شرایط شدید تیروئید هستند باید از سویا خودداری کنند. اگر وضعیت خفیف تیروئید دارید ابتدا با پزشک خود مشورت کنید. همچنین پیرامون اینکه کودکان باید سویا مصرف کنند اختلاف نظر وجود دارد. مطالعه‌ای در سال ۲۰۱۶ که در مجله تحقیقات تغذیه‌ای منتشر شد، تقریباً ۴۰۰ فرد را مورد بررسی قرار داد و دریافت که کودکانی که سویا مصرف کرده اند، و بنابراین ایزوفلاون‌ها، دو تا دو و نیم برابر بیشتر از کسانی که سویا مصرف نکرده اند دریافت کرده اند، احتمال ابتلا به بیماری کاوازاکی را دارند. بیماری کاوازاکی باعث ایجاد التهاب در شریان‌ها و غدد لنفاوی می‌شود و در کودکان بیشتر از بزرگسالان شایع است

### مقایسه با دیگر روغن‌های گیاهی
| روغن‌های گیاهی                        | روغن‌های گیاهی      | روغن‌های گیاهی              | روغن‌های گیاهی                  | روغن‌های گیاهی                  | روغن‌های گیاهی                  | روغن‌های گیاهی     | روغن‌های گیاهی                       |
| نوع                                  | اسید چرب اشباع شده | اسیدهای چرب اشباع نشده منو | اسیدهای چرب اشباع نشده چندگانه | اسیدهای چرب اشباع نشده چندگانه | اسیدهای چرب اشباع نشده چندگانه | اسید اولئیک (ω-۹) | نقطه دود                            |
| نوع                                  | اسید چرب اشباع شده | اسیدهای چرب اشباع نشده منو | کل چندگانه                     | آلفا لینولنیک اسید (ω-۳)       | اسید لینولئیک (ω-۶)            | اسید اولئیک (ω-۹) | نقطه دود                            |
| غیر هیدروژنه کردن                    | غیر هیدروژنه کردن  | غیر هیدروژنه کردن          | غیر هیدروژنه کردن              | غیر هیدروژنه کردن              | غیر هیدروژنه کردن              | غیر هیدروژنه کردن | غیر هیدروژنه کردن                   |
| ------------------------------------ | ------------------ | -------------------------- | ------------------------------ | ------------------------------ | ------------------------------ | ----------------- | ----------------------------------- |
| کانولا (کلزا)                        | ۷٫۳۶۵              | ۶۳٫۲۷۶                     | ۲۸٫۱۴۲                         | ۹-۱۱                           | ۱۹-۲۱                          | —                 | ۴۰۰ درجه فارنهایت (۲۰۴ درجه سلسیوس) |
| روغن نارگیل                          | ۹۱٫۰۰              | ۶٫۰۰۰                      | ۳٫۰۰۰                          | —                              | ۲                              | ۶                 | ۳۵۰ درجه فارنهایت (۱۷۷ درجه سلسیوس) |
| روغن ذرت                             | ۱۲٫۹۴۸             | ۲۷٫۵۷۶                     | ۵۴٫۶۷۷                         | ۱                              | ۵۸                             | ۲۸                | ۴۵۰ درجه فارنهایت (۲۳۲ درجه سلسیوس) |
| روغن پنبه‌دانه                        | ۲۵٫۹۰۰             | ۱۷٫۸۰۰                     | ۵۱٫۹۰۰                         | ۱                              | ۵۴                             | ۱۹                | ۴۲۰ درجه فارنهایت (۲۱۶ درجه سلسیوس) |
| روغن بزرک                            | ۶–۹                | ۱۰–۲۲                      | ۶۸–۸۹                          | ۵۶–۷۱                          | ۱۲–۱۸                          | ۱۰–۲۲             | ۲۲۵ درجه فارنهایت (۱۰۷ درجه سلسیوس) |
| روغن زیتون                           | ۱۴٫۰۰              | ۷۲٫۰۰                      | ۱۴٫۰۰                          | <1.۵                           | ۹–۲۰                           | —                 | ۳۸۰ درجه فارنهایت (۱۹۳ درجه سلسیوس) |
| روغن نخل                             | ۴۹٫۳۰۰             | ۳۷٫۰۰۰                     | ۹٫۳۰۰                          | —                              | ۱۰                             | ۴۰                | ۴۵۵ درجه فارنهایت (۲۳۵ درجه سلسیوس) |
| روغن بادام زمینی                     | ۱۶٫۹۰۰             | ۴۶٫۲۰۰                     | ۳۲٫۰۰۰                         | —                              | ۳۲                             | ۴۸                | ۴۳۷ درجه فارنهایت (۲۲۵ درجه سلسیوس) |
| روغن گلرنگ (>۷۰% اسید لینولئیک)      | ۸٫۰۰               | ۱۵٫۰۰                      | ۷۵٫۰۰                          | —                              | —                              | —                 | ۴۱۰ درجه فارنهایت (۲۱۰ درجه سلسیوس) |
| گلرنگ (اولیک بالا)                   | ۷٫۵۴۱              | ۷۵٫۲۲۱                     | ۱۲٫۸۲۰                         | —                              | —                              | —                 | ۴۱۰ درجه فارنهایت (۲۱۰ درجه سلسیوس) |
| روغن سویا                            | ۱۵٫۶۵۰             | ۲۲٫۷۸۳                     | ۵۷٫۷۴۰                         | ۷                              | ۵۰                             | ۲۴                | ۴۶۰ درجه فارنهایت (۲۳۸ درجه سلسیوس) |
| روغن آفتابگردان (>۶۰% اسید لینولئیک) | ۱۰٫۱۰۰             | ۴۵٫۴۰۰                     | ۴۰٫۱۰۰                         | ۰٫۲۰۰                          | ۳۹٫۸۰۰                         | ۴۵٫۳۰۰            | ۴۴۰ درجه فارنهایت (۲۲۷ درجه سلسیوس) |
| روغن آفتابگردان (اولیک بالا)         | ۹٫۸۵۹              | ۸۳٫۶۸۹                     | ۳٫۷۹۸                          | —                              | —                              | —                 | ۴۴۰ درجه فارنهایت (۲۲۷ درجه سلسیوس) |
| هیدروژنه کردن کامل                   |                    |                            |                                |                                |                                |                   |                                     |
| روغن پنبه‌دانه                        | ۹۳٫۶۰۰             | ۱٫۵۲۹                      | .۵۸۷                           |                                | .۲۸۷                           |                   |                                     |
| روغن نخل                             | ۴۷٫۵۰۰             | ۴۰٫۶۰۰                     | ۷٫۵۰۰                          |                                |                                |                   |                                     |
| روغن سویا (هیدروژنه)                 | ۲۱٫۱۰۰             | ۷۳٫۷۰۰                     | .۴۰۰                           | .۰۹۶                           |                                |                   |                                     |
| عددها بر پایه (%) وزن کلی چربی است.  |                    |                            |                                |                                |                                |                   |                                     |